# Cataglyphis viatica
Cataglyphis viatica (лат.) — вид муравьев из рода муравьи-бегунки (Cataglyphis).

## Распространение
Алжир, Болгария, Египет, Грузия, Испания, Марокко, Оман, Саудовская Аравия, Сербия, Тунис. Нахождение в Греции и Турции требует подтверждения.

## Описание
Среднего размера муравьи-бегунки красно-коричневого цвета (брюшко темнее). Длина около 1 см. Стебелёк между грудкой и брюшком состоит из одного узловидного членика петиолюса, жало отсутствует. Усики рабочих и самок состоят из 12 члеников (13 члеников у самцов), булава отсутствует. Нижнечелюстные щупики состоят из 6 сегментов, нижнегубные щупики 4-члениковые.
У этих муравьёв живут мирмекофильные жуки-кожееды Thorictus buigasi Escalera, 1923 и Thorictus pauciseta Wasmann, 1894 (Coleoptera: Dermestidae).

## Систематика
Вид был впервые описан в 1787 году датским энтомологом Фабрицием под первоначальным названием Formica viatica Fabricius, 1787. Иногда используется написание Cataglyphis viaticus. Ранее часто смешивался с видом Cataglyphis nodus. Включён в видовую группу Cataglyphis bicolor Group.

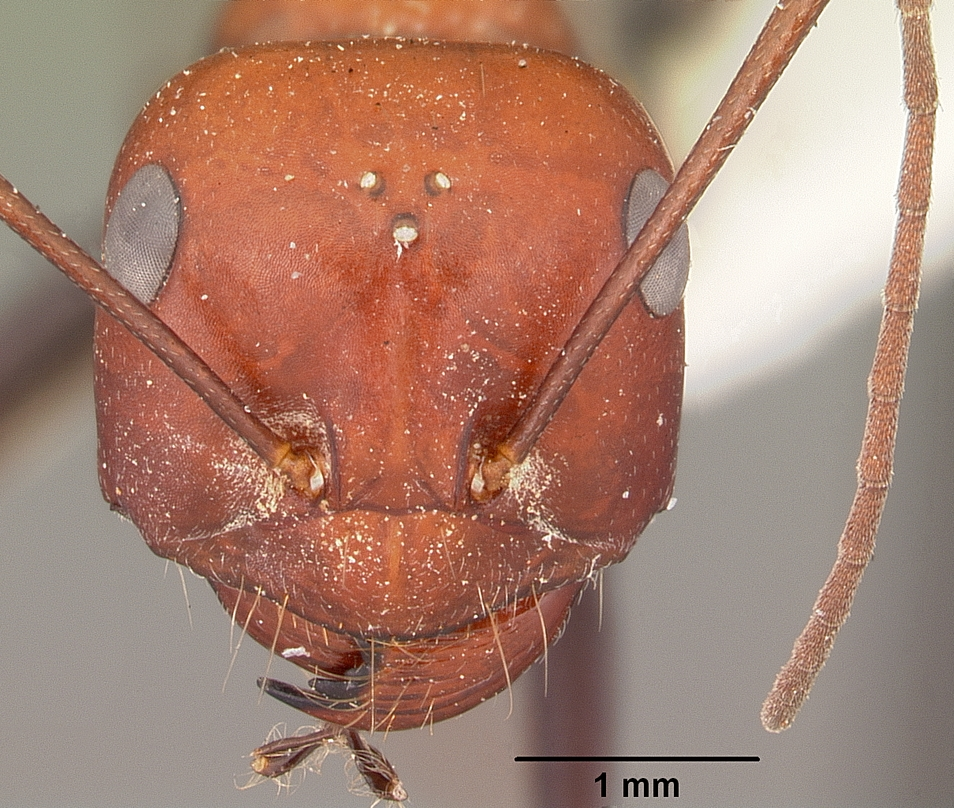
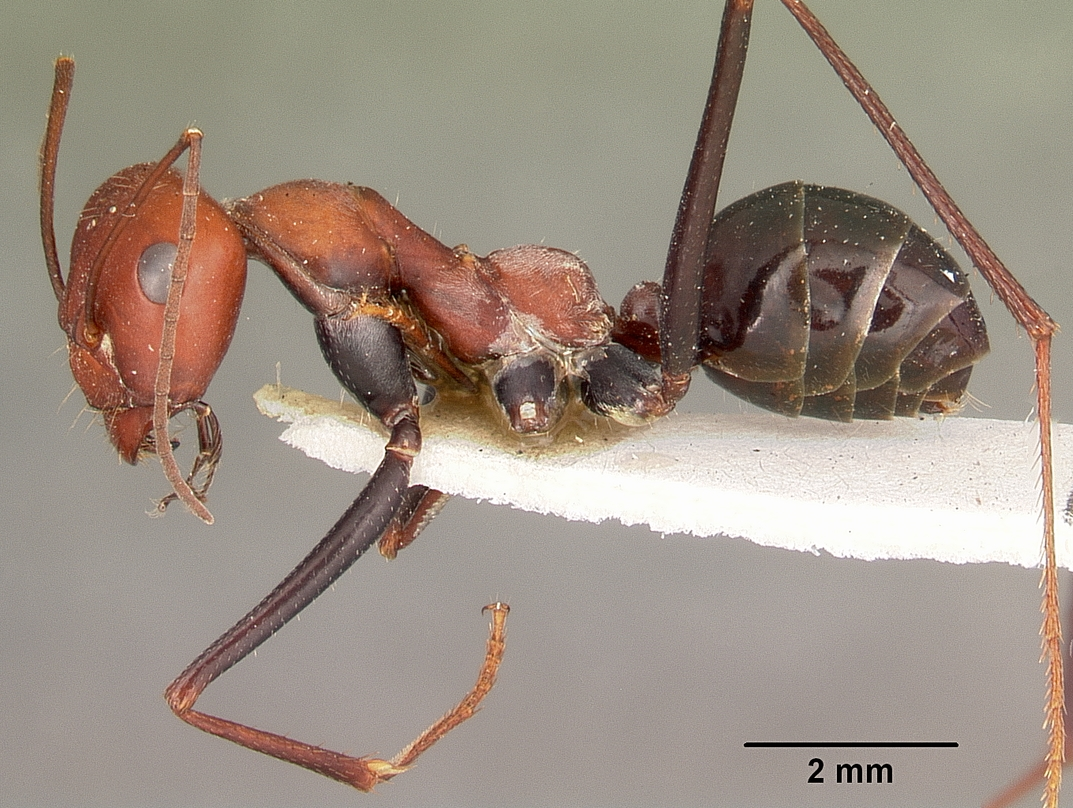